# Corrientes (stad)
Corrientes is het politieke en economische centrum van de provincie Corrientes in het noorden van Argentinië, aan de oostelijke oever van de rivier de Paraná, op ongeveer 1.000 kilometer afstand van Buenos Aires. De stad heeft een inwonertal van 328.689 (2001).
De stad kent een historisch centrum met een mix van oude koloniale gebouwen en moderne architectuur. Het heeft een van de meest uitbundige carnavalsvieringen van het land.
De gemiddelde temperatuur is 20 °C, met gemiddelde maxima en minima van 33 °C en 10 °C respectievelijk.
De General Belgrano Brug vormt de belangrijkste verbinding over de rivier de Paraná welke fungeert als de natuurlijke grens met de provincie Chaco. Aan de andere kant ligt Resistencia, de hoofdstad van Chaco. Stroomopwaarts in het westen ligt tussen Paraguay en Argentinië de Yacyretádam, een van de grootste waterkrachtscentrales van de wereld.

## Geschiedenis
In 1516 leidde Juan Díaz de Solís de eerste expeditie naar het gebied waar nu Corrientes ligt. De expeditie werd overvallen door de toenmalige bewoners, de Guarani, en Solís kwam tijdens deze expeditie om.
Juan Torres de Vera y Aragón stichtte op 3 april 1588 San Juan de Vera de las Siete Corrientes, wat later afgekort werd tot Corrientes. De "zeven stromen" refereerden aan de zeven schiereilandjes in de rivier voor de kust van Corrientes. Deze schiereilandjes zorgden voor wilde stromingen in de rivier die het navigeren bemoeilijkten.
Zijn positie tussen Asunción in het huidige Paraguay, en Buenos Aires maakte het tot een politiek en economisch belangrijke stad.
In 1615 vestigden zich jezuïeten dicht bij de rivier de Uruguay. In 1807 bood de stad weerstand tegen de Britse invasies en gedurende de Argentijnse onafhankelijkheidsoorlog bood de stad permanent weerstand tegen centralistische krachten uit Buenos Aires. In de Oorlog van de Drievoudige Alliantie verenigden de Argentijnen zich door de gezamenlijke strijd tegen Paraguayaanse legers in 1865.
In 1910 werd de stad de zetel van een rooms-katholiek bisdom en in 1961 van een aartsbisdom.

## Geboren in Corrientes
- Julio Musimessi (1924-1997), voetballer
- Guillermo Franco (1976), Mexicaans voetballer